# 軟光蟾魚
軟光蟾魚（学名：Porichthys analis），為輻鰭魚綱蟾魚目蟾魚科的其中一種，分布於中東太平洋的加利福尼亞灣海域，棲息深度可達224公尺，體長可達27.6公分，為底棲性魚類。